# Lula Pena

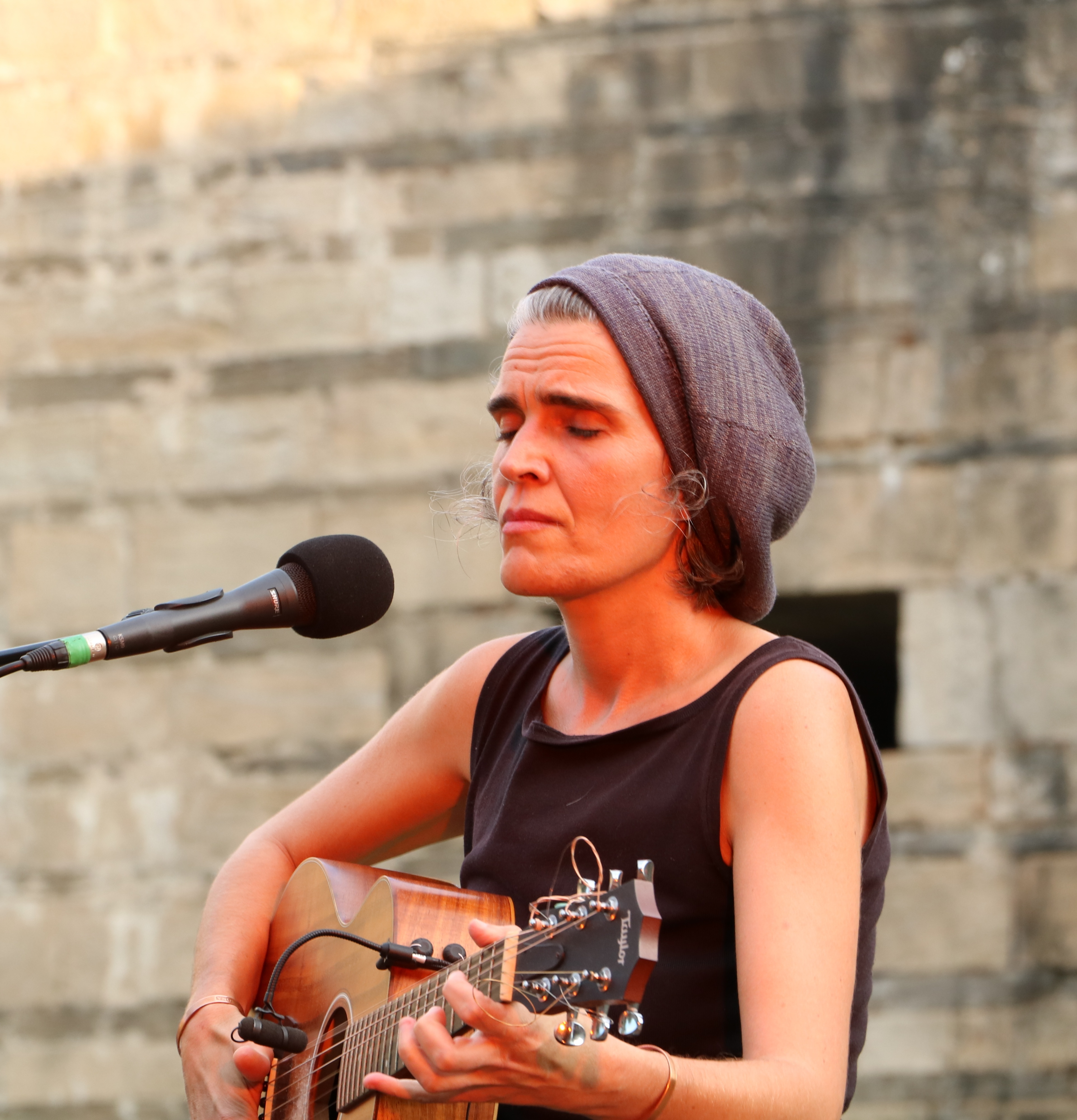
Lula Pena in Nantes

Maria de Lurdes Pena (* 15. Mai 1974 in Lissabon) ist eine portugiesische Sängerin, Komponistin, Gitarristin und Poetin, die unter anderem über den Fado zu ihrer eigenen musikalischen Sprache fand.

## Werdegang
Pena erlernte ab ihrem zehnten Lebensjahr das Gitarrenspiel. Sie studierte Grafikdesign und visuelle Kommunikation an der Escola de Artes Visuais António Arroio in Lissabon. 1992 siedelte sie nach Brüssel über, wo sie die Erkenntnis gewann, dass die Ferne ein wichtiges Element des Fado ist. Auf dem belgischen Label Carbon 7 erschien 1998 ihr Debütalbum Phados. 2000 kehrte sie nach Portugal zurück. Gemeinsam mit Rodrigo Leão spielte sie das Stück Pasión ein. Danach dauerte es fast ein Jahrzehnt, bis 2010 mit dem Album Troubadour neue Aufnahmen von ihr erschienen.
Im Oktober 2014 sang Pena auf der WOMEX 14 Official Showcase Selection von World Music Expo 2014.

## Diskografie
- 1998: Phados
- 2010: Troubadour
- 2017: Archivo Pittoresco